# 周子軒
周子軒（西班牙語：Víctor Zi-Hsuan Chou Hsieh，1992年2月5日—），生於西班牙馬德里，職業足球員，可司職左、右後衛或防守中場，父母都是從臺灣移民到西班牙，因此擁有西班牙及中華民國雙重國籍。自2018年世界盃資格賽亞洲區第二輪後不再入選國家隊亦無參與職業足球聯賽，並從事多支廣告拍攝。

## 球員生涯
2004年，12歲的周子軒加入馬德里競技少年隊接受訓練，三年後球隊收編改組，周子軒成為被淘汰的一員，其中也包括日後成為西班牙明星國手的阿爾瓦羅·莫拉塔。2006年周子軒轉投華拉度列青年軍，成為球隊不動主力並成為許多球探觀察的對象，2009年為了加入中華隊出戰2010年東亞足球錦標賽最後名單，耗費整個夏天參加中華民國足球協會的暑訓，最後無緣入選大名單。九月初加盟西班牙乙組足球聯賽薩拉曼卡青年軍。
2012年，與中國足球超級聯賽球隊上海申花接受測試，其後一直跟隨預備隊訓練，並沒有獲得職業合約，期間腳掌骨骨折，同年內接受兩次手術後始康復。
2013年3月，周子軒與香港甲組足球聯賽球隊南華签约 ，惟只曾在甲組賽事上陣過一場，這也是他足球生涯至今唯一的一紙職業合同。
2013年7月25日，深圳紅鑽證實，周子軒已加盟深圳紅鑽青年隊簽約半年，只上陣一次、期滿解除任雇關係。成為自由球員後，曾於2014年赴泰國試訓，也曾在2016年赴柬埔寨金邊皇冠足球會試訓，皆無果。
此後，自2018年世界盃資格賽亞洲區第二輪後不再入選國家隊，亦無參與職業足球聯賽，後於泰國拍攝多支廣告，轉向模特兒發展。

## 國際賽
周子軒父母皆臺灣人，於國立藝專畢業後在西班牙留學及定居，並且誕下了周子軒。周子軒在華拉度列青年軍效力的消息，由周子軒父親主動聯繫給中華民國足球協會注意，2009年周子軒首次加入中華台北集訓隊。但最後不明原因落選名單外，該屆賽事名單許多參加同年4月2010 AFC Challenge Cup qualification 賽事的國手都未能獲選，肇因總教練換人。
2010年7月6日，中華民國足球協會理事長盧崑山與周子軒在台北天母哈根達斯會面，親自邀請他代表中華台北U23，領銜角逐2012倫敦奧運足球預賽
。
2011年3月9日，2012奧運足球亞洲區預賽首輪第一回合作客約旦，周子軒因為身分證辦理不及而無法參與；第二回合，中華台北U23主場對約旦的比賽，周子軒首次代表中華台北U23出賽，最終以0-2見負，總比數0-3被淘汰。
2012年2月29日，中華台北作客香港旺角大球場對香港足球代表隊的國際友誼賽中，周子軒替補出賽、首次參與國際賽，是役最終以1-5慘敗。
2013年10月，在菲律賓舉辦的和平杯足球邀請賽上，周子軒接受徵召，替補踢了兩場中華隊比賽幫助戰勝地主國菲律賓。周子軒也順利入選2014年菲律賓和平盃中華隊後備球員，2014年11月於台北舉行的2015年東亞盃第二輪周員也獲得入選，替補上陣一次。
2015年3月，2018年世界盃資格賽亞洲區第一輪中華隊再次圈選了周子軒入隊，主客場面對汶萊的球賽他都有上陣。2018年世界盃資格賽亞洲區第二輪儘管已經沒踢球將近兩年，還是獲得總教練賞識，繼續入選並且得到上陣機會，在客場出戰伊拉克（比賽地點為伊朗首都）的比賽踢滿全場。

## 國家隊生涯統計
| 中華台北國家足球隊     | 中華台北國家足球隊 | 中華台北國家足球隊 |
| 年                     | 出場               | 入球               |
| ---------------------- | ------------------ | ------------------ |
| 2012                   | 1                  | 0                  |
| 2013                   | 1                  | 0                  |
| 2014                   | 3                  | 0                  |
| 2015                   | 3                  | 0                  |
| 總計                   | 8                  | 0                  |
| 最後更新於2016年6月6日 |                    |                    |

## 外部連結
- 周子軒（页面存档备份，存于）在national-football-teams.com的球員資料